# Vismeistri

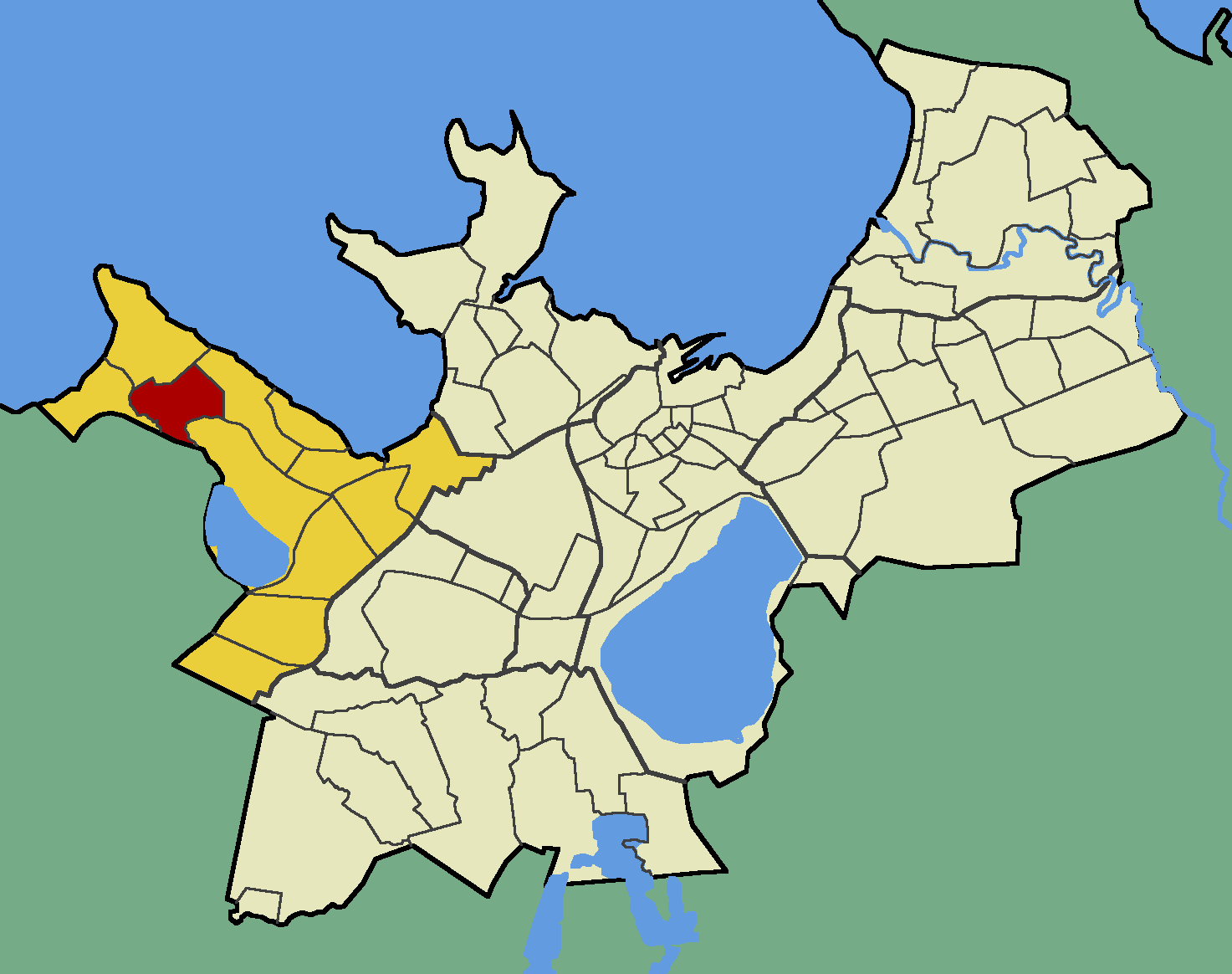
Der Bezirk Vismeistri (rot) im Tallinner Stadtteil Haabersti (gelb)

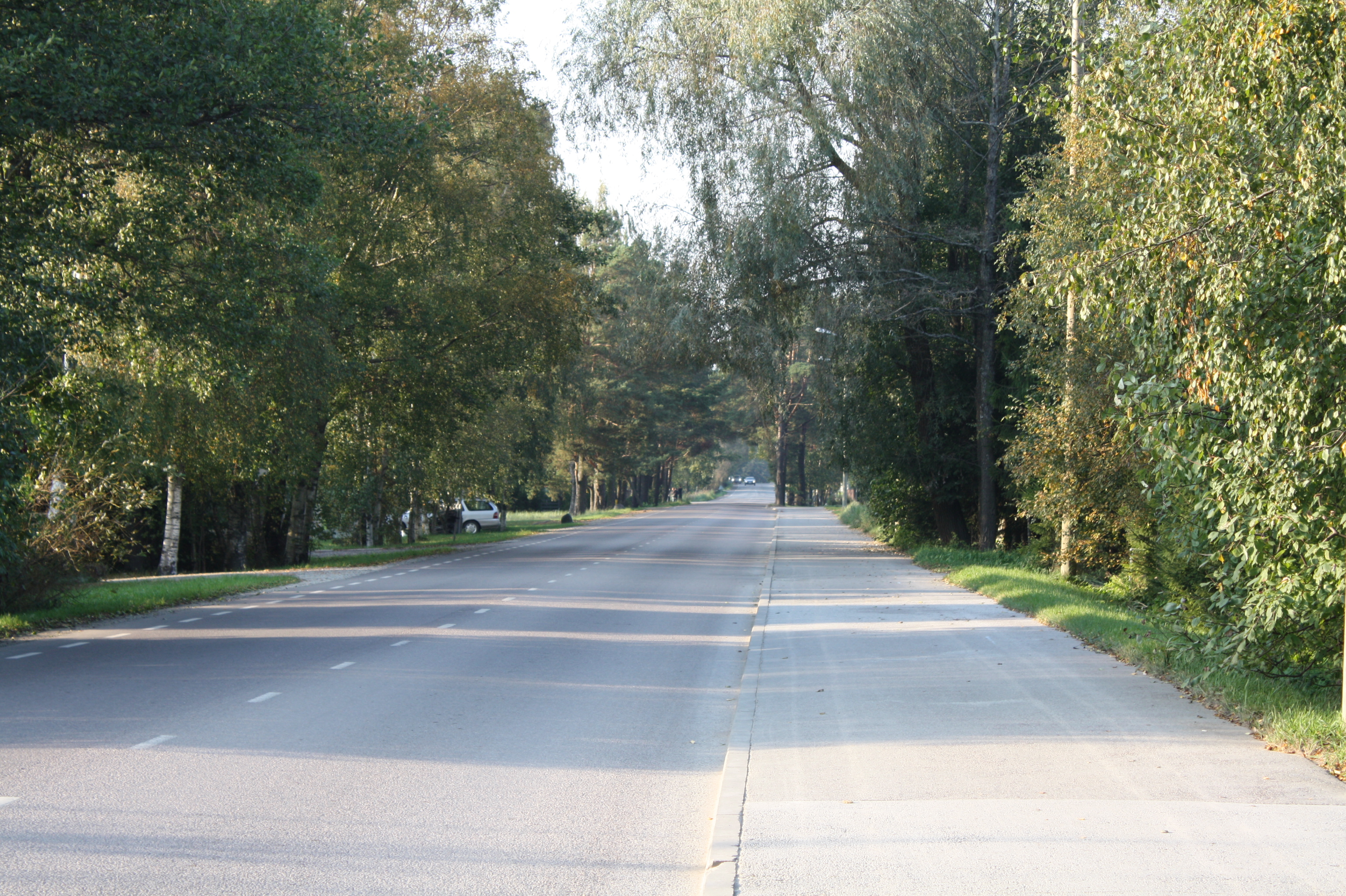
Straße in Vismeistri

Vismeistri ist ein Bezirk (estnisch asum) im Nordwesten der estnischen Hauptstadt Tallinn. Er liegt im Stadtteil Haabersti.

## Beschreibung und Geschichte
Der grüne und naturnahe Stadtbezirk hat 1.399 Einwohner (Stand 1. Mai 2010).
Der Ort wurde erstmals 1515 urkundlich erwähnt. Seit 1975 gehört das ehemalige Dorf zur Stadt Tallinn.
Der historische deutsche Name lautet Fischmeister. Dort befand sich der Sitz des Fischmeisters, eines Beamten des Deutschen Ordens, der dem Komtur von Tallinn (deutsch Reval) unterstand. Seine Aufgabe war es, während der Fastenzeit für Fisch zu sorgen.